# 1884 no Brasil
Esta é uma cronologia dos fatos acontecimentos de ano 1884 no Brasil.

## Incumbentes
- Imperador – Dom Pedro II (1831–1889)

## Eventos
- 2 de janeiro: Fundada a Federação Espírita Brasileira na cidade do Rio de Janeiro.
- 25 de março: O Ceará é o primeiro estado brasileiro a abolir a escravatura.[1]
- 10 de julho: Abolição dos escravos na província do Amazonas.
- 7 de setembro: Os últimos escravos brasileiros são libertados em Porto Alegre (Rio Grande do Sul).
- 9 de outubro: É inaugurada a Estrada de Ferro do Corcovado no Rio de Janeiro (RJ), por D. Pedro II.[2]